# Werner Marcks
Werner Marcks (* 17. Juli 1896 in Magdeburg; † 28. Juli 1967 in Wedel) war ein deutscher Offizier, zuletzt Generalleutnant im Zweiten Weltkrieg.

## Leben
Werner Marcks trat zu Beginn des Ersten Weltkriegs im August 1914 als Fahnenjunker bei der Infanterie in die Armee ein. Am 14. Juli 1915 wurde er beim Füsilier-Regiment 40 zum Leutnant befördert.
Nach dem Krieg wurde er in die Reichswehr übernommen und war u. a. 1930 als Oberleutnant im 10. Reiter-Regiment und im Dienstgrad eines Majors 1937 Kommandeur des Panzer-Abwehr-Abteilung 19 und später der daraus hervorgegangenen Panzerjäger-Abteilung 19 bei der 19. Panzer-Division in Hannover. Zu Beginn des Zweiten Weltkriegs führte er bis Oktober 1939 weiterhin die Panzerjäger-Abteilung 19. Als Oberstleutnant, im Januar 1940 befördert, war er 1940 Bataillonskommandeur des I./Schützen-Regiments 64, welches in Russland kämpfte. Ab Anfang Juli 1941 war er Führer des in Afrika stehende Schützen-Regiments 115 der 15. Panzer-Division und wurde Anfang 1942 kurzzeitig Führer des Schützen-Regiments 104 bei der 21. Panzer-Division. Ab 9. Februar 1942 wurde er Führer des Schützen-Regiment 155 bei der 90. leichten Infanterie-Division und zusätzlich Kommandeur der Kampfgruppe Marcks. Diese bestand aus einem Stab, der II./Schützen-Regiment 104, I. und II./Schützen-Regiment 155, der ebenso von der Division die Panzerjäger-Abteilung 605 und einer Flak-Batterie. Die Kampfgruppe führte er beim Sturm durch die Cyrenaika. Ende September 1942 erkrankte Marcks schwer an einer Tropenkrankheit und musste sein Kommando abgeben. Im Juni 1942 übernahm er kurzzeitig das Kommando über die 90. leichten Infanterie-Division.
Anschließend musste er nach Deutschland zurückkehren und wurde nach seiner Genesung ab Oktober 1942 zum Generalinspekteur der Panzertruppe geschickt. Als Oberst (Beförderung am 1. Juni 1942) war er kurzzeitig im Januar 1944 als Kommandeur die 20. Panzer-Division eingesetzt. Es folgte vom 20. Februar 1944 bis 18. September 1944 das Kommando über die 1. Panzer-Division an der Ostfront. Die Division wurde im Hube-Kessel eingeschlossen. Marcks sollte daraufhin zu einem Ausbruch bewegt werden. Hierfür war sogar vorgesehen ihn zu verhaften. Marcks schloss sich aber freiwillig an. Im April 1944 wurde er zum Generalmajor befördert. Er erkrankte und musste abermals ein Kommando deswegen abgeben.
Erst kurz vor Kriegsende übernahm er am 10. Januar 1945 die 21. Panzer-Division, welche ebenfalls in Afrika gekämpft hatte. Mit der Division nahm er an der Kesselschlacht von Halbe, der Niederschlesische Operation und der Cottbus-Potsdamer Operation. Zu Hitlers Geburtstag am 20. April 1945 erhielt er seine Beförderung zum Generalleutnant. Im Oktober 1955 wurde er aus dem Kriegsgefangenenlager 5110/48 Woikowo entlassen.
1929 heiratete Marcks in Palzig Maria-Jutta Bernhardine Martha von Zastrow (* 1908). Hans Günther Marcks (* 1930), ein Sohn, erhielt am 10. Dezember 1943 durch Erlass des preußischen Ministers des Inneren den Namen von Zastrow-Marcks. Er war der Erbe des Zastrowschen Besitzes Palzig, nachdem der letzte männliche Namensträger dieses Zweiges 1942 gefallen war.
1958 lebte er in Uetersen.

## Auszeichnungen (Auswahl)
- Eisernes Kreuz (1914) II. und I. Klasse
- Spange zum Eisernen Kreuz II. und I. Klasse
- Deutsches Kreuz in Gold am 11. Dezember 1941[10][11]
- Ritterkreuz des Eisernen Kreuzes mit Eichenlaub
  - Ritterkreuz am 5. Februar 1942[12]
  - Eichenlaub am 21. September 1944 (593. Verleihung)